# Distretto di Morang
Il distretto di Morang è uno dei 77 distretti del Nepal, in seguito alla riforma costituzionale del 2015 fa parte della provincia di Koshi. 
Il capoluogo è la città di Biratnagar.

## Municipalità
Il distretto è diviso in 17 municipalità, una è una città metropolitana, otto sono municipalità urbane e otto sono rurali. 

### Urbane
- Biratnagar (città metropolitana)
- Sundar Haraicha
- Belbari
- Pathari-Sanischare
- Urlabari
- Rangeli
- Letang Bhogateni
- Ratuwamai
- Sunbarshi

### Rurali
- Kerabari
- Miklajung
- Kanepokhari
- Budiganga
- Gramthan
- Katahari
- Dhanpalthan
- Jahada